# Saison 2 de Jessica King
Chronologie
Saison 1
Cet article présente les treize épisodes de la deuxième saison de la série télévisée canadienne Jessica King.

## Distribution

### Acteurs principaux
- Amy Price-Francis (VF : Stéphanie Lafforgue) : Jessica King
- Gabriel Hogan (VF : Stéphane Pouplard) : Danny Sless
- Alan Van Sprang (VF : Tony Joudrier) : Derek Spears
- Tony Nardi (VF : Stefan Godin) : Peter Graci

### Acteurs secondaires
- Rossif Sutherland (VF : Stanislas Forlani) : Detective Pen Martin
- Karen Robinson (VF : Isabelle Leprince) : Detective Ingrid Evans
- Romina D'Ugo : Alex Taylor

## Épisodes

### Épisode 1:En eaux troubles
- Canada : 29 février 2012
- France : 13 novembre 2012 sur M6

- Tom Butler : Chef Fielding
- Tom Barnett : Henry Fielding Jr.
- Claire Lautier : Donna Fielding
- Daniel Fathers : T.J. Morris
- Milda Gecaite : Alina Minkute
- Todd Sandomirsky : Bobby Shane

### Épisode 2:Poker mortel
- Canada : 7 mars 2012
- France : 20 novembre 2012 sur M6

- Ron Lea : Detective Lou Adelman
- Harvey Atkin : Sal Wolf
- Vanessa Matsui : Lady Maniac
- Jason Blicker : Paulie Franconi
- Brandon McGibbon : Ian Humphreys
- Sadie LeBlanc : Lisa McGregor

### Épisode 3:La Famille d'abord
- Canada : 14 mars 2012
- France : 20 novembre 2012 sur M6

- Marvin Ishmael : Amir Karan
- Hrant Alianak : Salim Atassi
- Rahnuma Panthaky : Nadine Karan
- Mena Massoud : Malik Atassi
- JaNae Armogan : Jamilla Karan
- Thomas Mitchell : Joe Sullivan

### Épisode 4:Sous couverture
- Canada : 21 mars 2012
- France : 20 novembre 2012 sur M6

- Megan Fahlenbock : Tanya Pritchard
- Shawn Doyle : Pete Rivers
- Rachael Ancheril : Charlene Francis
- Geoffrey Pounsett : Nels Berg

### Épisode 5:Mauvais karma
- Canada : 28 mars 2012
- France : 27 novembre 2012 sur M6

- Ivan Smith : Amal Palakar
- Tommie-Amber Pirie : Pia Sodano
- Marie-Josée Colburn : Denise Henson
- Neil Crone : Hank Okum
- Ali Kazmi : Sunil Sharma

### Épisode 6:À cœur perdu
- Canada : 4 avril 2012
- France : 27 novembre 2012 sur M6

- Nicholas Campbell : Freddy Boise
- Rachael Crawford : Dr Rausch
- Liisa Repo-Martell : Dot Fuller
- Inga Cadranel : Christine Boise
- R.H. Thomson : Randall King
- Kristi Angus : Trudy

### Épisode 7:Sur le ring
- Canada : 13 avril 2012
- France : 27 novembre 2012 sur M6

- David Ferry : Roger Cooper
- Rex Harrington : David
- Jayne Eastwood : Margie Reynolds
- Michael Reventar : Little Billy
- Laura Carswell : Carmen
- Casey Hudecki : Clover Harcourt

### Épisode 8:Thanksgiving
- Canada : 20 avril 2012
- France : 4 décembre 2012 sur M6

- R.D. Reid : Albert Riggs
- Zachary Bennett : Ben Hope
- Glen McDonald : Ross
- Jon De Leon : Kenny Pham

### Épisode 9:Contre-enquête
- Canada : 27 avril 2012
- France : 4 décembre 2012 sur M6

- Dion Johnstone : Tyrone Evans
- Jamie Johnston : Josh Prentice
- Michael Rhodes : Eugene Phelps

### Épisode 10:Par amour
- Canada : 4 mai 2012
- France : 4 décembre 2012 sur M6

- Tracey Ferencz : Détective Jenny Hicks
- Paul Braunstein : Geoffrey Carson
- Leanne Poirier Greenfield : Veronica Pratta
- Catherine Fitch : Sandra Bladow

### Épisode 11:Meurtre et vieilles dentelles
- Canada : 11 mai 2012
- France : 11 décembre 2012 sur M6

- Sarah Manninen : Vanessa Kaplan
- Maria del Mar : Abigail Faulkner
- Richard Fagon : Jim Reilly
- Kjartan Hewitt : Stephen Ennis
- Frank Chiesurin : Mike Kaplan
- Amber Goldfarb : Meredith Faulkner

### Épisode 12:Jeu de dupes
- Canada : 18 mai 2012
- France : 11 décembre 2012 sur M6

- Tracey Ferencz : Detective Jenny Hicks
- Kyle Labine : Scott Spivak
- James Gallanders : Tim Spivak
- Richard Fagon : Jim Reilly
- Carleigh Beverly : Celia O'Donnell

### Épisode 13:La Fin des illusions
- Canada : 25 mai 2012
- France : 11 décembre 2012 sur M6

- James Gallanders : Tim Spivak
- Michelle Giroux : Wendy Stetler
- Tony Nappo (en) : Ray Arnold
- Laara Sadiq : Jillian Saunders
- Rex Harrington : David
- Jayne Eastwood : Margie Reynolds